# Xã Eldred, Quận Warren, Pennsylvania
Xã Eldred (tiếng Anh: Eldred Township) là một xã thuộc quận Warren, tiểu bang Pennsylvania, Hoa Kỳ. Năm 2010, dân số của xã này là 650 người.